# 명호고등학교
명호고등학교(鳴湖高等學校)는 대한민국 부산광역시 강서구 명지동에 있는 공립 고등학교이다.

## 학교 연혁
- 2008년 11월 5일 : 명호고등학교 설립 인가(24학급, 부산광역시교육청)
- 2009년 3월 1일 : 초대 박찬규 교장 취임
- 2009년 3월 2일 : 제1회 입학식(8학급 248명)
- 2010년 6월 14일 : 교육과정 혁신형 창의경영학교 운영(교육과학기술부, 3년간)
- 2011년 7월 22일 : 선진형 교과교실제 운영학교 지정
- 2012년 2월 9일 : 제1회 졸업식(8학급 225명)
- 2017년 3월 2일 : 소프트웨어(SW)교육 연구학교 운영(2017~2018, 2년간)
- 2019년 3월 1일 : 교육부 고교학점제 연구학교 운영(2019~2021, 3년간)
- 2024년 3월 1일 : 제6대 공명철 교장 취임
- 2024년 3월 4일 : 제16회 입학식(9학급 325명)
- 2025년 2월 6일 : 제14회 졸업식(261명, 누계 2,968명)

## 참고 자료
- 명호고등학교 - 한국교육학술정보원 학교알리미